# Neubaustrecke Köln–Groß-Gerau
Die Neubaustrecke Köln–Groß-Gerau (zumindest bis Mitte der 1970er Jahre auch Ergänzungsstrecke Köln–Groß-Gerau) war eine geplante Eisenbahn-Neubaustrecke zwischen Köln und Groß-Gerau im Rhein-Main-Gebiet von etwa 180 km Länge.
Wesentliche Planungsgründe waren die Beschleunigung des Verkehrs zwischen den Räumen Köln/Bonn, dem Rhein-Main-Gebiet und dem Raum Mannheim/Ludwigshafen sowie eine Entlastung der beiden Bestandsstrecken (Linke und Rechte Rheinstrecke). In Groß-Gerau wäre die Neubaustrecke auf die Riedbahn gestoßen, deren viergleisiger Ausbau zwischen Groß-Gerau und Mannheim geplant war. Zudem hätte in Groß-Gerau eine Verknüpfung mit der Rhein-Main-Bahn bestanden.
Das seit den 1960er Jahren in verschiedenen Varianten geprüfte Projekt sollte als erste Neubaustrecke des Hochgeschwindigkeitsverkehrs in Deutschland realisiert werden, fiel aber in der Planung aufgrund von regionalen Widerständen und Streitigkeiten zurück und wurde im Juli 1978 verworfen. Aus dem Projekt ging zunächst die Neubaustrecke Köln–Koblenz und schließlich die ab Mitte der 1980er Jahre geplante und 2002 in Betrieb genommene Schnellfahrstrecke Köln–Rhein/Main hervor.

## Verlauf
Der Trassenentwurf zum DB-Ausbauprogramm von 1970 sah eine Strecke vor, die den Kölner Hauptbahnhof in östlicher Richtung verlassen hätte. Dadurch sollten Fahrtrichtungswechsel aus Richtung Belgien/Aachen Richtung Süden entfallen. Züge zwischen dem Ruhrgebiet und Süddeutschland sollten dabei die Neubaustrecke über eine über mehrere Jahrzehnte freigehaltene Trasse der Strecke Köln–Neuss erreichen, ohne in Köln Hbf die Fahrtrichtung zu wechseln. Die Strecke sollte dabei zunächst dem Verlauf der rechten Rheinstrecke folgen und bei Köln-Wahn in südlicher Richtung abknicken. Der beim Streckenkilometer 25 liegende Bahnhof von Bonn-Beuel sollte dabei der einzige Personen-Zwischenbahnhof der Strecke (vor dem Abzweig gen Wiesbaden und Frankfurt im Rhein-Main-Gebiet) werden. Der bereits bestehende Bahnhof sollte im Zuge der Strecke ausgebaut werden. Die Strecke sollte in der Nähe des Bahnhofs das Rheintal verlassen und Westerwald und Taunus ähnlich der Bundesautobahn 3 überqueren. Zunächst wäre sie bis auf rund 320 m in den Westerwald aufgestiegen. Die Trasse hätte dabei, etwa beim Streckenkilometer 35, die Autobahn in südöstlicher Richtung gekreuzt um anschließend westlich der Autobahn in gestreckter Linienführung zu verlaufen. Siershahn und Montabaur wären dabei östlich umfahren worden, bevor die Strecke im Autobahn-Bogen südöstlich von Montabaur die Fernstraße zunächst tangiert hätte, um diese nördlich von Limburg (etwa beim Streckenkilometer 100) in südwestlicher Richtung zu unterqueren. Im Lahntal wäre sie auf rund 120 Höhenmeter abgefallen, um anschließend Richtung Taunus auf bis zu 350 Höhenmeter anzusteigen. Die Strecke wäre dabei zwischen Limburg und Diez verlaufen, bevor sie beim Streckenkilometer 125 wieder auf die Autobahn getroffen wäre, um diese in südöstlicher Richtung zu unterqueren. Bei Niedernhausen (ca. km 135) wäre die Trasse erneut auf die Autobahn gestoßen und hätte sich anschließend wieder (weiterhin östlich von ihr) gelöst.
Unweit des Streckenkilometers 150 sollten Frankfurt am Main und Wiesbaden über zwei Verbindungskurven zur Bahnstrecke Frankfurt–Wiesbaden erreicht werden. Mainz sollte dabei durch eine bei Wiesbaden-Medenbach abzweigende Stichstrecke zur Kaiserbrücke angebunden werden.
Kurz nach der Querung der Frankfurt-Wiesbadener Bahnstrecke sollte zunächst die Autobahn in südwestlicher Richtung gekreuzt und anschließend der Main überquert werden. Anschließend sollte die für 200 km/h auszubauende Riedbahn bei Groß-Gerau (auf rund 100 Höhenmetern) erreicht werden. Der Hauptbahnhof Mannheim sollte im weiteren Verlauf ohne Fahrtrichtungswechsel (Westliche Einführung der Riedbahn) erreicht werden, wo Anschluss zu den geplanten Neubaustrecken Mannheim–Stuttgart und Richtung Karlsruhe–Basel hergestellt werden sollte.
Die geplante Länge der Strecke lag bei 181 km; die kürzeste Bestandsroute (über Mainz) lag dagegen bei 203 km. Nach dem Planungsstand von 1975 sollten 19 Prozent der Strecke im Tunnel, 15 Prozent auf Talbrücken und ein Prozent auf sonstigen Eisenbahnüberführungen verlaufen.

## Geschichte
1963 legte Franz Kruckenberg ein Konzept für eine Schnellbahn Frankfurt–Köln vor, die rechtsrheinisch und weitgehend angelehnt an Autobahn sowie Flughäfen einbeziehend verlaufen sollte.
In einer 1964 dem Vorstand der Deutschen Bundesbahn vorgelegten Studie hatte die Gruppe für Allgemeine Studien verschiedene Varianten von Neubaustrecken zur Umgehung der Linken Rheinstrecke, der damals stärkstbelastetsten Strecke im F-Zug-Netz, untersucht. Alle Varianten wurden aufgrund eines zu geringen Nutzens im Verhältnis zu den damit verbundenen Kosten verworfen.
Konkrete Vorplanungen für eine Neubaustrecke zwischen Köln und dem Rhein-Main-Gebiet fanden später Einzug in regionale Raumordnungspläne. Im Oktober 1969 schlug der damalige Bundeskanzler Willy Brandt in einer Regierungserklärung eine Neubaustrecke zwischen Köln und Frankfurt vor. Zur Wahl standen dabei je eine Trasse links oder rechts des Rheintals. Aufgrund der Bedeutung der geplanten Ergänzungsstrecke für Verkehre Richtung Nürnberg und München, aber auch aufgrund ihrer kürzeren Streckenlänge und dünneren Besiedelung, wurde der rechtsrheinischen Streckenführung der Vorzug gegeben.
Die Strecke wurde in das 1970 vorgelegte Ausbauprogramm für das Netz der Deutschen Bundesbahn aufgenommen. Die Strecke sollte dabei die überlasteten Bestandsstrecken im Rheintal entlasten und die Distanz zwischen Köln und Frankfurt von 222 km auf 184 km verkürzen. Bei einer Höchstgeschwindigkeit von 200 km/h sollte die Reisezeit zwischen Köln und Frankfurt am Main von rund 130 auf etwa 70 Minuten reduziert werden. Erste Prognosen gingen von etwa 100 Personen- und Güterzügen pro Tag aus, die ab Inbetriebnahme der Strecke über diese verkehren sollten. Bei steigendem Verkehrsaufkommen sei darüber hinaus eine Entmischung nach Geschwindigkeitsklassen zu erwarten gewesen. Die Bestandsstrecken sollten auch nach Inbetriebnahme der Ergänzungsstrecke noch im Fernverkehr bedient und der Personen- und Güternahverkehr auf diesen Strecken ausgebaut werden.
Als Entwurfsgeschwindigkeit war 1971 für die Ergänzungsstrecke 300 km/h vorgesehen, wobei bei Bedarf bei besonders hohen Aufwendungen in kurzen Abschnitten auch niedrigere Höchstgeschwindigkeiten gewählt werden sollten. Neben Schnellverkehr (IC- und TEE-Zügen) sollten auch bis zu 1.000 t schwere TEEM- und Schnellgüterzüge über die Strecke verkehren. Die vorgesehenen Mindestradien lagen bei 7.000 m (im Ausnahmefall 5.000 m) bei Überhöhen bis zu 75 mm. Die Steigungen sollten die in der EBO vorgesehenen 12,5 Promille nicht überschreiten, wobei durch technischen Fortschritt (automatische Kupplungen, elektrische Traktion u. a.) auch darüber hinausgehende Neigungen bis hin zu 25 Promille geprüft werden sollten. Das Lichtraumprofil sollte zunächst 4,40 m breit und 5,40 m hoch werden (ohne Stromabnehmer und Oberleitung), um vielfältige Anforderungen des Schienengüterverkehrs zu bedienen. Mangels Erfahrungen mit Zugbegegnungen von über 200 km/h schnellen Zügen wurde zunächst ein Gleismittenabstand von 5,00 m angesetzt; in Tunneln wurden 6,00 m ebenso diskutiert wie zwei getrennte, eingleisige Röhren. Der Abstand der Betriebsbahnhöfe wurde mit etwa 20 km angesetzt, die Einrichtung von Überleitstellen geprüft.
Anfang 1971 wurde ein Baubeginn im Jahre 1973 für möglich gehalten. Die Fertigstellung sollte bis 1980 erfolgen. Eine vorgezogene Fertigstellung eines etwa 50 km langen Abschnitts zwischen Köln und dem Abzweig nach Frankfurt/Wiesbaden wurde erwogen, um in Fahrversuchen Erkenntnisse im Hochgeschwindigkeitsverkehr bis 300 km/h zu gewinnen. Die Strecke war Mitte 1971 neben der Ergänzungsstrecke Hannover–Gemünden eine von zwei Strecken, die einer vertieften Trassenplanung unterzogen wurden. Da die dazu notwendigen topografischen Karten im Maßstab 1:5.000 zum großen Teil fehlten, wurden diese mittels Luftbildmessung angefertigt.
Im Zuge der am 15. Juni 1971 beauftragten Korridoruntersuchungen wurden bis Dezember 1974 erstmals die Kosten von Projekten verschiedener Verkehrsträger in drei ausgewählten Korridoren dem Nutzen vergleichend gegenübergestellt. Zwischen Köln und Frankfurt wurde dabei neben der geplanten Ergänzungsstrecke Köln–Groß-Gerau auch eine Vertiefung des Rheins zwischen Köln und Koblenz bewertet. Für das Jahr 1985 wurde dabei ein Verkaufsaufkommen von 80 Personenfernverkehrs- und 45 Güterzügen je Tag und Richtung erwartet.
1971 erfolgten erste detailliertere Trassenuntersuchungen zwischen Rhein/Main und Rhein/Ruhr. Im Auftrag des Bundesverkehrsministeriums sollte eine Strecke für den Personen- und Güterverkehr mit einer maximalen Steigung von 12,5 Promille entwickelt werden. 1973 wurde das Vorhaben einer Neubaustrecke zwischen Köln und Groß-Gerau in den ersten Bundesverkehrswegeplan aufgenommen. Die geplante 180 Kilometer lange Strecke sollte drei Milliarden D-Mark (rund 1,5 Milliarden Euro) kosten. Bei einer Höchstgeschwindigkeit von zunächst 200 km/h sollte die Reisezeit zwischen Köln und Frankfurt am Main um eine Stunde auf eineinviertel Stunden verkürzt werden. Mit dem Baubeginn wurde 1974 gerechnet, Ende sollte – mit Ausnahme des südlichsten Abschnitts – an der gesamten Strecke gebaut werden.
Ein wesentlicher Planungsgrund war die Überlastung der beiden bestehenden Rheinstrecken, auf denen beispielsweise im Juni 1973 werktäglich bis zu 651 Züge gezählt wurden (bei einer Kapazität von etwa 600 Zügen). Ende der 1990er Jahre verkehrten täglich rund 600 Züge über die beiden Rheinstrecken. Bereits Ende der 1980er Jahre hatte der Schienenkorridor durch das Rheintal als die am stärksten belastete Verkehrsachse in Europa und als Flaschenhals im deutschen Schienennetz gegolten.
Das Raumordnungsverfahren wurde im Februar 1974 eingeleitet und später ausgesetzt.
In den 1960er und 1970er Jahren wurde die Strecke vor der Schnellfahrstrecke Hannover–Würzburg gehandelt; die damalige Bundesbahn wollte die Strecke als erste Neubaustrecke in Deutschland bauen. In seinen unternehmenspolitischen Zielvorgaben wies der Bundesverkehrsminister die Deutsche Bundesbahn im Dezember 1974 an, die Hannover-Würzburger und die Mannheim-Stuttgarter Strecke zu bauen, während für die Strecke zwischen Köln und Groß-Gerau noch alternative Trassenführungen untersucht werden sollten. Während die beiden 1974 beschlossenen Neubaustrecken auch im Koordinierten Investitionsprogramm für die Bundesverkehrswege von 1977 festgelegt waren, liefen in diesem Jahr noch die durch das Bundesverkehrsministerium angewiesenen Untersuchungen, in denen auch weitere Lösungen zur Verbesserung des Verkehrs zwischen Köln und Frankfurt untersucht werden sollten. Auf Basis dieser Daten sollte über die weiteren Planungsschritte und die Linienführung entschieden werden. Nachdem in der Fortschreibung der Korridoruntersuchungen für das Koordinierte Investitionsprogramm die Strecke eine unzureichende Rentabilität aufwies, sah sich die Deutsche Bundesbahn veranlasst, Alternativlösungen zu suchen.
Aufgrund der besonders dichten Besiedelung im Rhein-Main-Gebiet beauftragte der Bundesverkehrsminister 1974 eine Trassenstudie über die Verknüpfung der Neubaustrecke Köln – Groß Gerau mit dem vorhandenen Schienennetz im Rhein-Main-Gebiet. Zwei Institute waren dabei unter der Koordination von Gerhard Heimerl beauftragt worden, die Führung der Neubaustrecke durch den Ballungsraum Rhein/Main sowie die Anbindung des Rhein-Main-Flughafens an das Fernverkehrsnetz zu untersuchen. Der Untersuchungsraum war zunächst auf den Abschnitt Niedernhausen–Groß-Gerau der so genannten Westerwaldtrasse (Köln–Limburg–Groß-Gerau) beschränkt. Er wurde später im Norden (anknüpfend an eine ebenfalls diskutierte linksrheinische Trasse zwischen Köln und Koblenz) auf einen Anknüpfungspunkt bei Wiesbaden-Schierstein erweitert und im Süden bis Mannheim-Waldhof verlängert. Für die Untersuchung wurden 25 realisierbare Trassenvarianten (teils mit Untervarianten) entwickelt. Der Abschlussbericht wurde 1976 vorgelegt. 1976 wurde eine großräumige Variante über Koblenz planerisch aufbereitet, um einen Vergleich mit der Linienführung über Limburg zu ermöglichen.
Infolge einer langen Diskussion, ob die geplante Strecke links- oder rechtsrheinisch geführt werden sollte, kam die Planung der Strecke nicht voran. Aufgrund dieser Konflikte zur großräumigen Linienführung fiel die Realisierung hinter die 1991 eröffnete Nord-Süd-Strecke zurück.
Im Juli 1978 entschied Bundesverkehrsminister Gscheidle auf Drängen des hessischen Ministerpräsidenten Börner, auf die Neubaustrecke zu verzichten. Er kam damit entsprechenden Entscheidungen der Bundesbahn und des Bundeskabinetts zuvor. Die hessische Staatskanzlei wies den Regierungspräsidenten Darmstadt daraufhin an, das gestoppte Raumordnungsverfahren nicht wieder aufzunehmen. Als wesentlicher Grund für diesen Schritt gelten auch starke regionale Widerstände. Gegen die Neubaustrecke hatte sich unter anderem die Aktionsgemeinschaft Trebur engagiert. Das Projekt wurde damit vorübergehend wieder aus dem Bundesverkehrswegeplan gestrichen.
In den Bundesverkehrswegeplan 1980 wurde die Neubaustrecke Köln–Koblenz als neues Projekt aufgenommen, deren konkrete Planung jedoch zunächst zu Gunsten der Neubaustrecke Hannover–Würzburg zurückgestellt. Mitte der 1980er Jahre wurde die Planung, in Form einer Neubaustrecke zwischen Köln und Frankfurt, wieder aufgenommen.
Die Schnellfahrstrecke Köln–Rhein/Main wurde ab Mitte der 1990er Jahre gebaut und im Jahr 2002 eröffnet.